# Скрайниця
Скрайниця (пол. Skrajnica) — село в Польщі, у гміні Ольштин Ченстоховського повіту Сілезького воєводства.
Населення — 319 осіб (2011).
У 1975-1998 роках село належало до Ченстоховського воєводства.

## Демографія
Демографічна структура станом на 31 березня 2011 року:
|          | Загалом | Допрацездатний вік | Працездатний вік | Постпрацездатний вік |
| -------- | ------- | ------------------ | ---------------- | -------------------- |
| Чоловіки | 159     | 41                 | 101              | 17                   |
| Жінки    | 160     | 31                 | 101              | 28                   |
| Разом    | 319     | 72                 | 202              | 45                   |